# NGC 2677
NGC 2677 est une galaxie spirale située dans la constellation du Cancer. NGC 2677 a été découverte par l'astronome britannique John Herschel en 1831.

## Caractéristiques
Sa vitesse par rapport au fond diffus cosmologique est de 4 485 ± 19 km/s, ce qui correspond à une distance de Hubble de 66,2 ± 4,6 Mpc (∼216 millions d'al).
À ce jour, une mesure non basée sur le décalage vers le rouge (redshift) donne une distance d'environ 62,400 Mpc (∼204 millions d'al). Cette valeur est à l'intérieur des valeurs de la distance de Hubble.